# أفولتن ام ألبيس (سويسرا)
أفولتن أم ألبيس (بالألمانية: Affoltern am Albis) هي بلدية ضمن مقاطعة أفولتن في كانتون زيورخ، سويسرا. تبلغ مساحتها 10.56 كيلومتر مربع، ويقدر عدد سكانها بـ 12146 نسمة (حسب تعداد ديسمبر 2017).

## أعلام
- ماركو مورير
- ألفرد راج
- كارلوس فيرنر